# Oxynotus bruniensis
Oxynotus bruniensis е вид хрущялна риба от семейство Oxynotidae.

## Разпространение
Видът е разпространен в Австралия (Виктория, Западна Австралия, Нов Южен Уелс и Южна Австралия) и Нова Зеландия.